# Cneorum pulverulentum

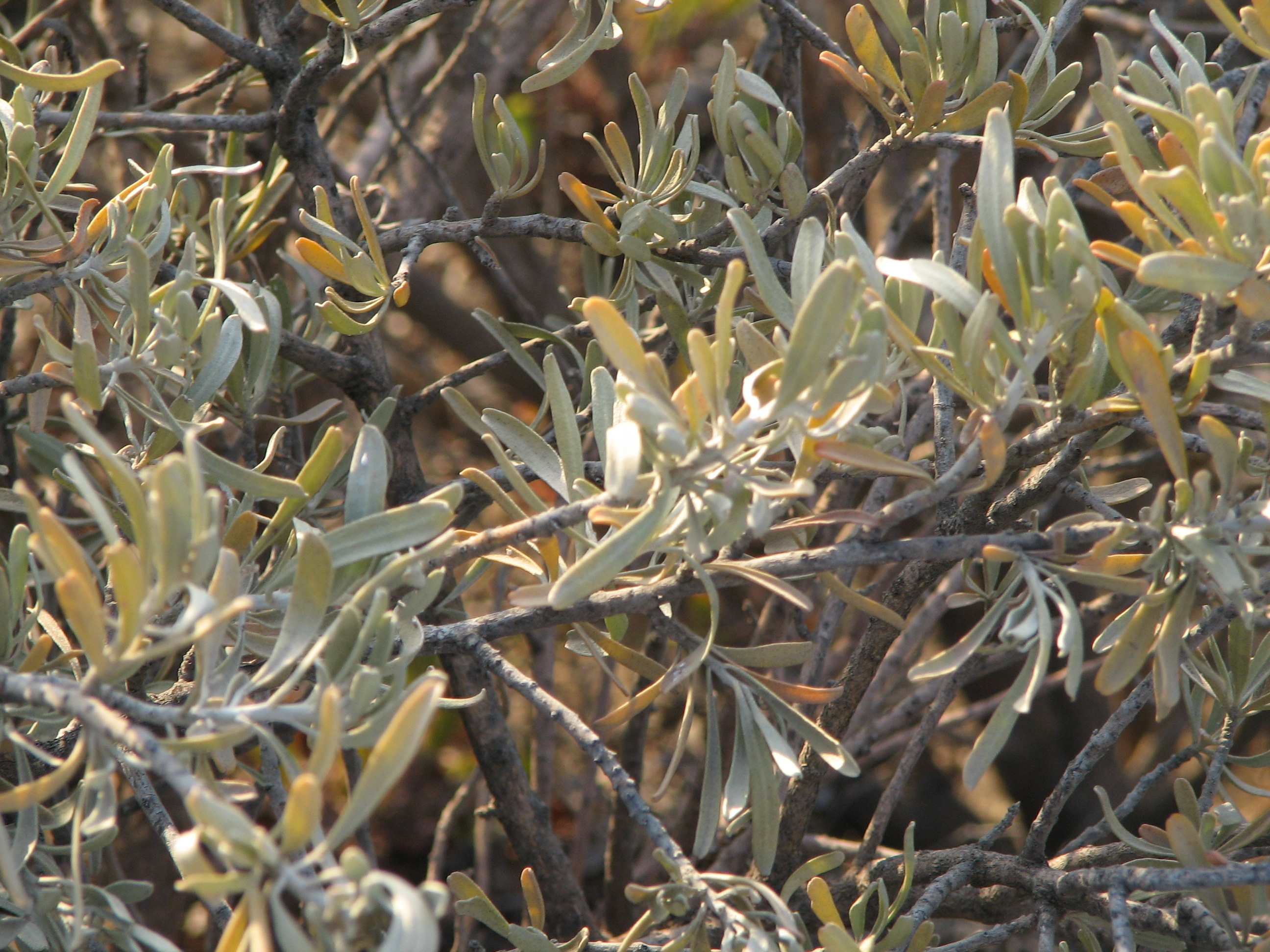
Hojas de Cneorum pulverulentum.

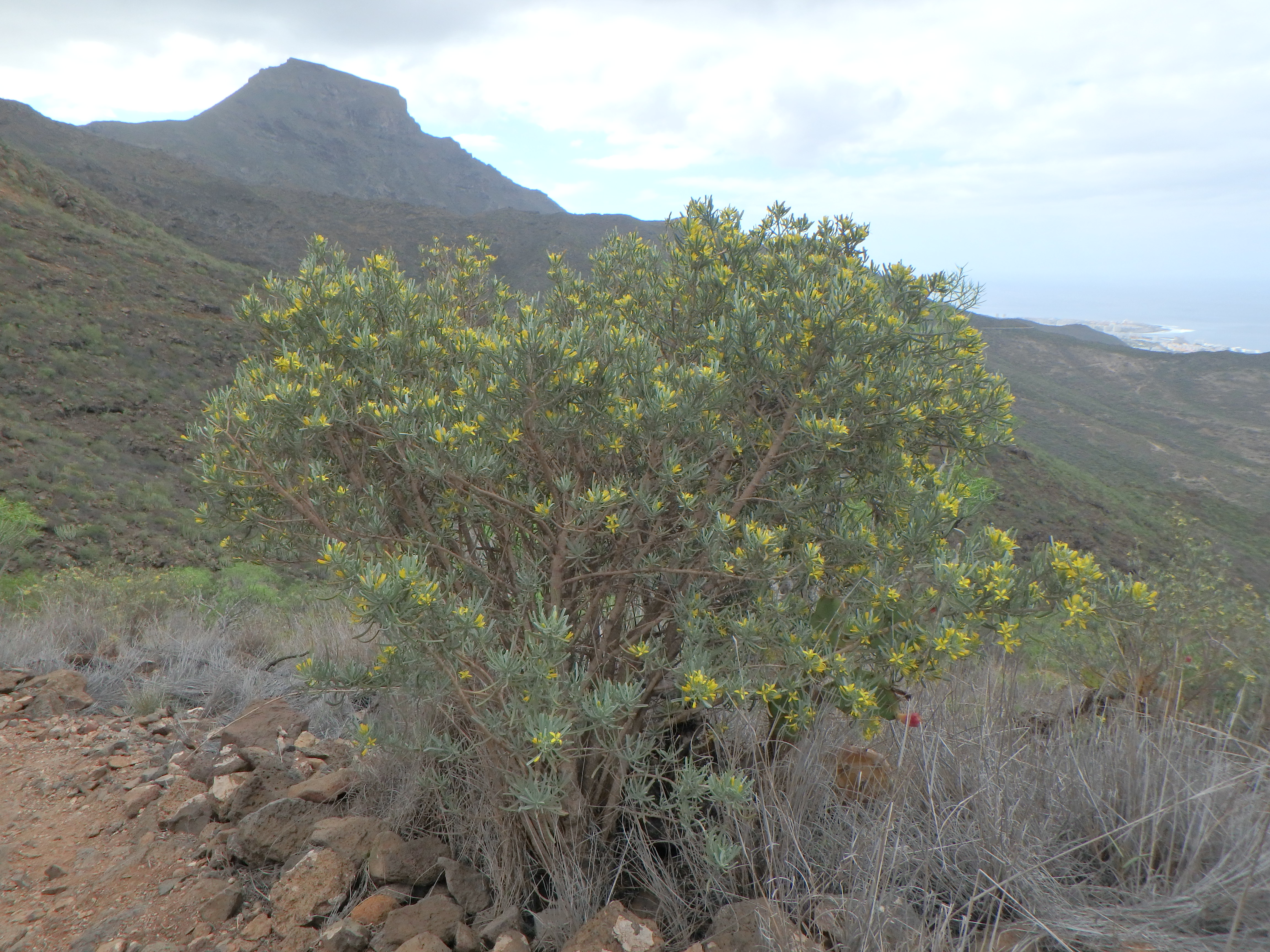
Cneorum pulverulentum (vista general).

Cneorum pulverulentum es una planta fanerógama endémica de las islas Canarias.

## Distribución geográfica
Presente en la actualidad en las zonas bajas de Gran Canaria, Tenerife y, en menor medida, La Gomera. Es muy común localmente, siendo dominante a veces, especialmente en las comunidades de Euphorbia
.

## Características
- Se trata de un arbusto de hasta 1,5 metros. Tiene un característico color blanco-grisáceo debido a los pelos cortos que cubren densamente hojas y tallos. Dichos pelos son medifijos (sujetos por su mitad de modo que salen como dos ramas).
- Las hojas son alternas, enteras, de lineales a estrechamente oblanceoladas.
- Floración principalmente desde diciembre hasta mayo, aunque pueden observarse flores antes o después de esos meses.
- Las flores amarillas, con cuatro pétalos, salen individualmente sobre los peciolos de las hojas superiores.
- Los frutos drupáceos están formados por 2 a 3 cocos grises parecidos a una cápsula de Euphorbia.
- Las semillas son dispersadas por la acción de lagartos del género Gallotia que las incluyen en su dieta[2]

## Taxonomía
El basónimo de esta especie es Cneorum pulverulentum, descrito por primera vez por Étienne Pierre Ventenat en Descr. Pl. Nouv. t. 77..
En 1898 Tiegh. la adscribe al género Chamaelea.
El nombre aceptado desde 1952 es Neochamaelea pulverulenta (Vent.) Erdtman.
Desde 2010 el nombre aceptado según el catálogo del Royal Botanic Gardens de Kew vuelve a ser Cneorum pulverulentum Vent. 
debido a las investigaciones de Oviedo et al. y Appelhans et al.

## Etimología
- Orijama: u orihama, proviene del vocablo aborigen "Ori-ahoram" que significa leña buena o leña santa.[9]
- Ceneorum: Nombre latino procedente del griego kneoron y de la raíz indogermánica kene: raspador, aludiendo a las propiedades vesicantes e irritantes de las plantas de este género.[10]
- pulverulenta: epíteto latino que significa polvoriento, haciendo referencia al aspecto de tallos y hojas, densamente cubiertos de pelos.[11]

### Nombres comunes
- español: Orijama, leña blanca, leña santa o leña buena.[11]

## Usos
Contiene numerosos principios activos y ha sido empleada popularmente para fines medicinales, de donde derivan algunos de sus nombres comunes.
Los guanches la utilizaban en los ritos funerarios por sus propiedades conservativas
.